# Zvonice v Żywci
Zvonice v Żywci, polsky Dzwonnica w Żywcu, je historická zvonice ve čtvrti Śródmieście města Żywiec v okrese Żywiec v jižním Polsku. Geograficky se také nachází v Żywiecké kotlině ve Slezském vojvodství v Horním Slezsku.

## Historie a popis zvonice
Zvonice v Żywci se nachází v rohu náměstí (Rynek) u konkatedrálního kostela Narození Panny Marie (Konkatedra Narodzenia Najświętszej Maryi Panny w Żywcu). Zděná kamenná zvonice pochází z roku 1724 a je postavena na místě starší dřevěné zvonice z roku 1582, kterou nechali postavit Komorovští a která shořela při velkém požáru města v roce 1721. Čtyřpodlažní budovu zastřešenou stanovou střechou dal postavit František Wielopolský. Střecha je pokryta taškami a ve čtvrtém patře jsou zavěšeny zvony. Uvnitř zvonice se dochoval zajímavý dřevěný krov a schodiště vedoucí ke zvonům. Dne 5. března 2001 byly při renovaci zvonice nalezeny cenné historické dokumenty týkající se všech rekonstrukcí budovy.
Na vnějších stěnách zvonice jsou umístěny 4 pamětní desky připomínající významné osobnosti nebo události z historie města (100. výročí bitvy u Racławic, generála Tadeusze Kościuszka, obyvatele Żywce padlé během bojů v letech 1918-20, padlé legionáře z města Żywiec a návštěvě papeže Jana Pavla II. v roce 1995).

## Galerie

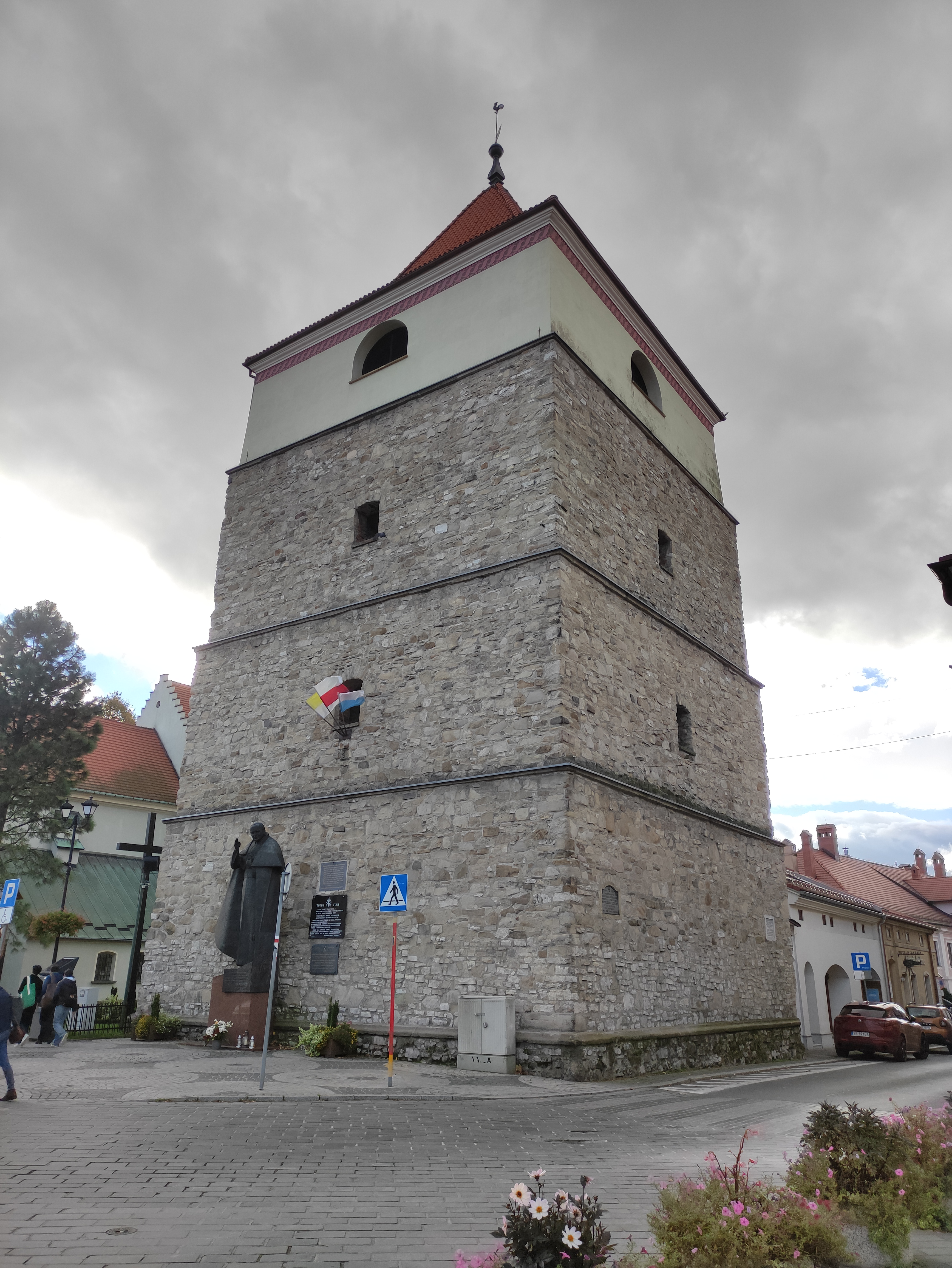
Pohled na zvonici z náměstí